# Sächsisches Ständehaus
Sächsisches Ständehaus – budynek, znajdujący się w Dreźnie, w dzielnicy Innere Altstadt, przy Tarasach Brühla. Gmach, którego zewnętrzne formy charakteryzuje połączenie neorenesansu i neobaroku, powstał w latach 1901–1907 jako nowa siedziba Landtagu Saksonii. Obecnie mieści się w nim Wyższy Sąd Krajowy (niem. Oberlandesgericht) i Krajowy Urząd Ochrony Zabytków (niem. Landesamt für Denkmalpflege).

## Historia

### Plany i okoliczności powstania
Obradujący dotychczas w zbudowanym w latach 1770–1776 Landhausie Landtag Saksonii długo dążył do jego rozbudowy lub budowy nowej siedziby, zanim saski rząd z uwagi na dobrą sytuację gospodarczą kraju pod koniec XIX wieku zaczął wykazywać w tej sprawie przychylność. W tamtym czasie w Dreźnie rozpoczęła się budowa innych reprezentacyjnych budynków państwowych, m.in. siedziby Ministerstwa Ogólnego (niem. Gesamtministerium), z kolei bliskie ukończenia były gmachy Akademii Sztuk Pięknych, Sądu Rejonowego i Ministerstwa Finansów, które w 1896 roku opuściło zajmowany od 1838 roku Pałac Fürstenberga, leżący przy Schlossplatz. Wyprowadzka ministerstwa z pałacu otworzyła nowe perspektywy na zagospodarowanie centralnej działki przy Schlossplatz, dla której z inicjatywy ministra finansów Wernera von Watzdorfa uzgodniono nowe plany. Na branym pod uwagę terenie oprócz Pałacu Fürstenberga znajdował się jeszcze Charonisches Haus, mało używany Pałac Brühla oraz popularne wśród mieszkańców miasta Tarasy Brühla.

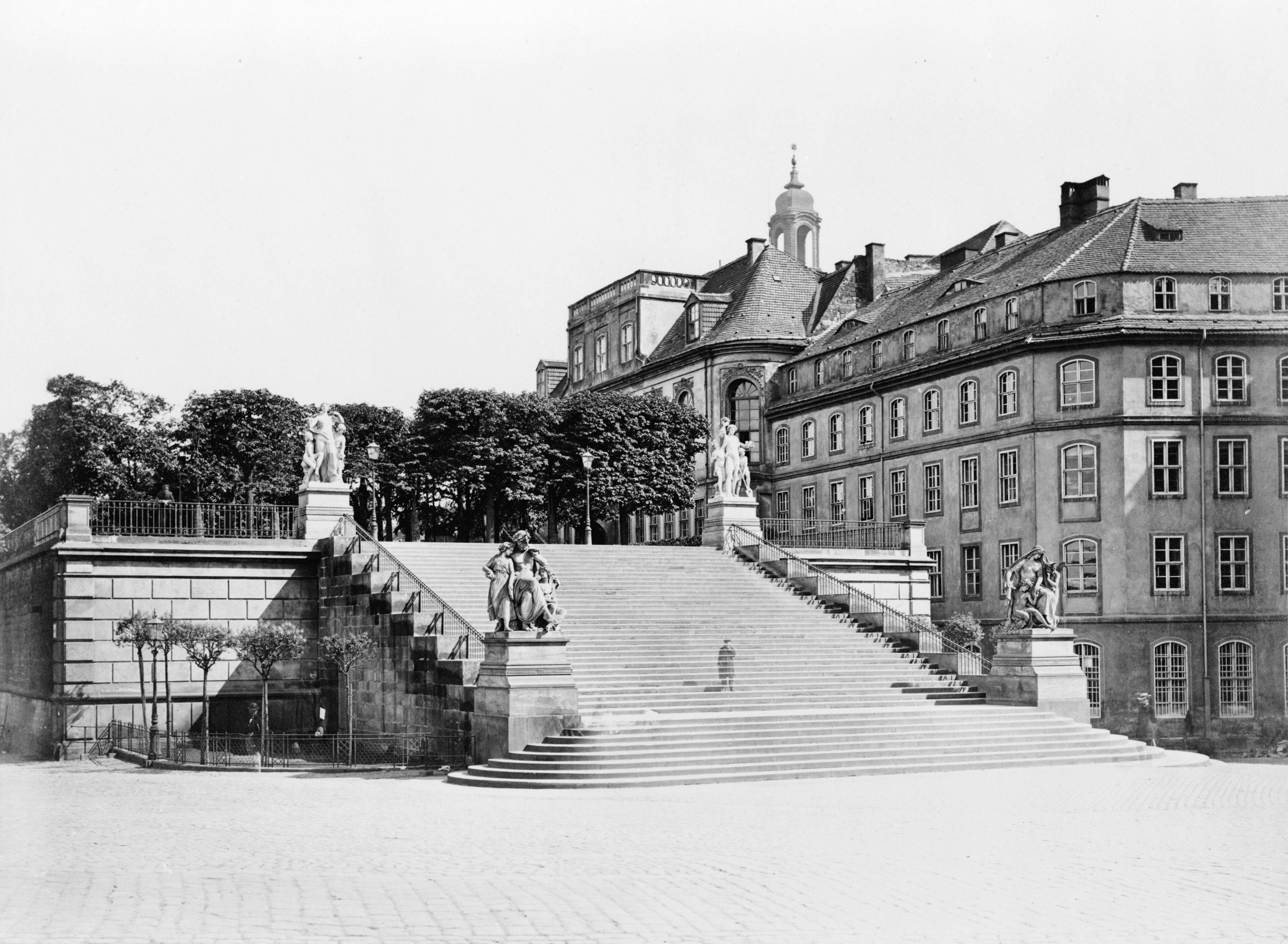
Tarasy i Pałac Brühla w 1880 roku

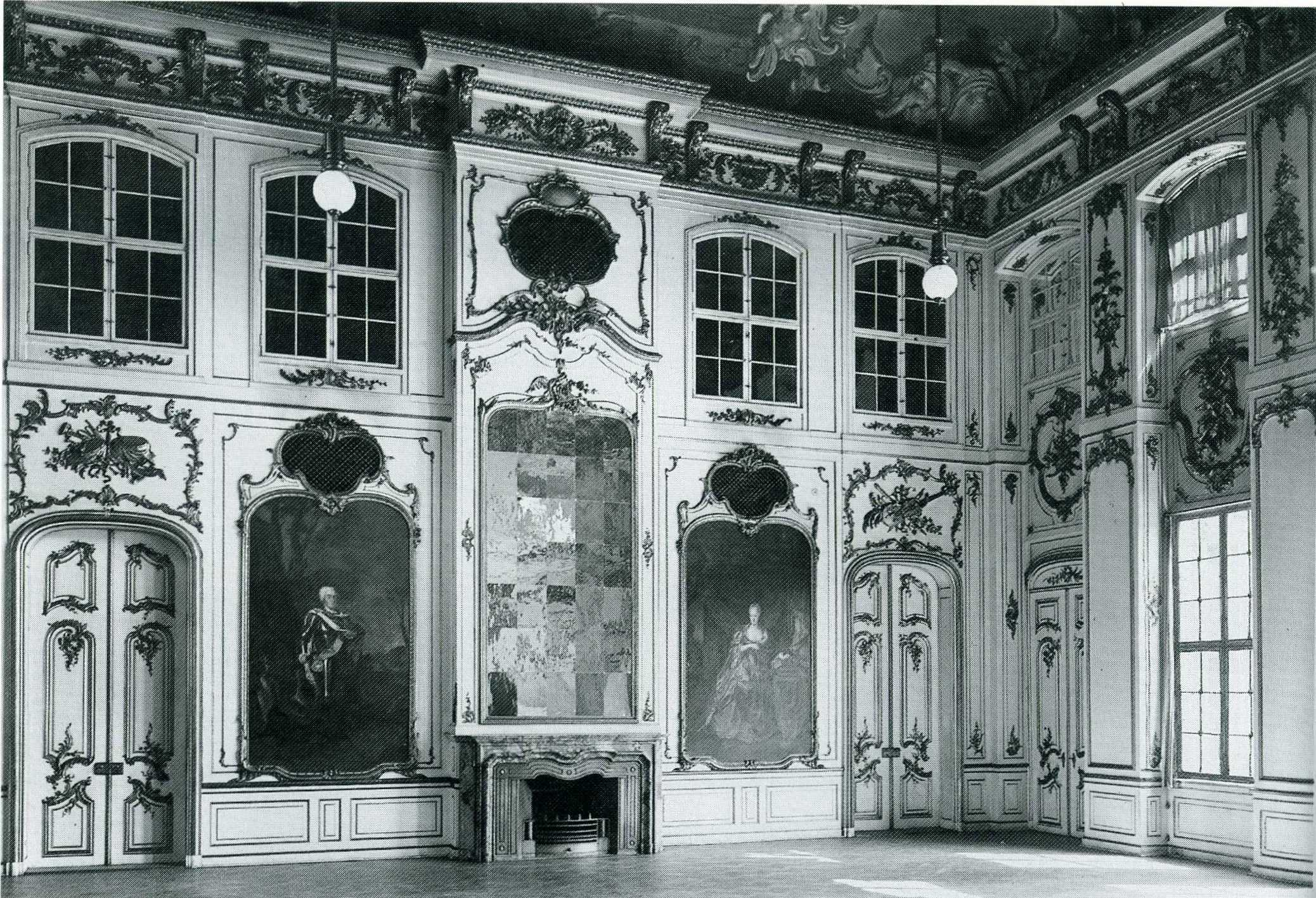
Sala balowa w Pałacu Brühla w 1900 roku

Przygotowanie projektu nowej siedziby saskiego Landtagu zlecono architektowi Paulowi Wallotowi, którego z uwagi na zaprojektowanie wcześniej Gmachu Reichstagu w Berlinie uznano za predestynowanego do tego zadania. Przede wszystkim zamierzano zachować wartościowe pod kątem artystycznym i historycznym elementy Pałacu Brühla: reprezentacyjną klatkę schodową, rokokową salę balową (niem. Festsaal) na drugim piętrze oraz tzw. Salę Canaletta (niem. Canalettosaal) i zintegrować je z nowym budynkiem. Pierwszy projekt Wallota przewidywał adaptację tych pomieszczeń na potrzeby Pierwszej Izby (niem. Erste Kammer), a także zbudowanie podobnej do nich pod kątem stylu dobudówki w kierunku Schlossplatz, w której miałaby zostać ulokowana Druga Izba (niem. Zweite Kammer). Architekt planował także częściowe zburzenie Tarasów Brühla. O ile Pierwsza Izba w 1897 roku wyraziła zgodę na realizację projektu, to Druga Izba go odrzuciła z uwagi na niedostateczne doświetlenie sali balowej, a także niepraktyczność renowacji. Ostatecznie, za namową burmistrza Drezna, postanowiono zbudować całkowicie nowy budynek po zakupie działki, który zatwierdzono z zastrzeżeniem umożliwienia korzystania z nowego gmachu innym władzom.
Z uwagi na powszechną krytykę projektu Paula Wallota w związku z planowanym częściowym zburzeniem Tarasów Brühla, w grudniu 1897 roku Pierwsza Izba zdecydowała o ogłoszeniu nowego konkursu na projekt budynku Landtagu. Decyzja ta głęboko uraziła Wallota i konkurs wkrótce odwołano. Aby zmotywować architekta do dalszej pracy w mieście solidarność z nim okazało Drezdeńskie Stowarzyszenie Architektów oraz wykładowcy miejscowej Wyższej Szkoły Technicznej. W końcu Wallot opracował dwa nowe projekty, które zostały publicznie zaprezentowane i ocenione przez komisję złożoną z wybitnych architektów, przybyłych do Drezna na zaproszenie jego władz. Po obradach komisji jeden z projektów został oficjalnie zatwierdzony przez Landtag 18 grudnia 1899 roku.

### Budowa i użytkowanie

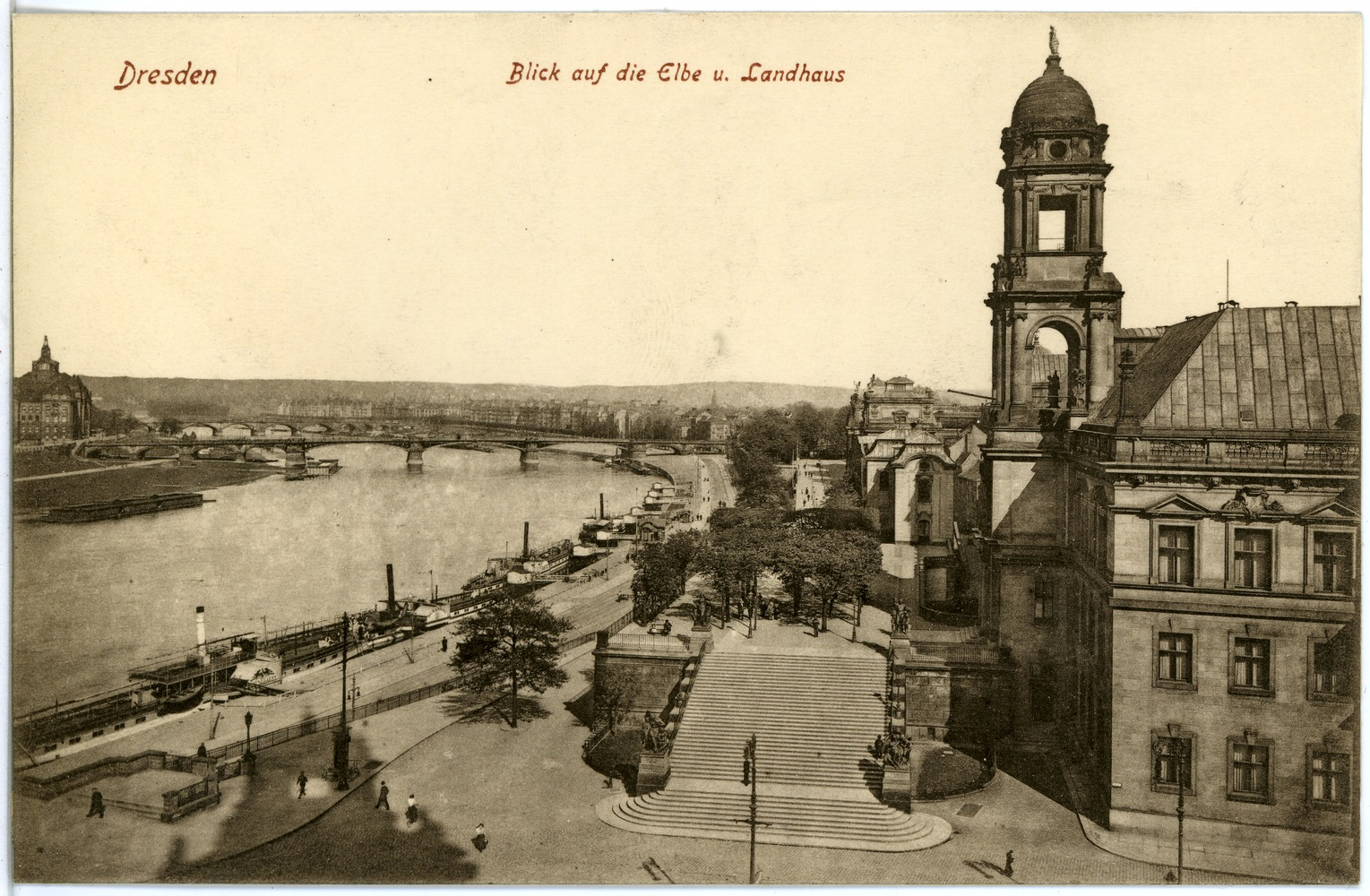
Tarasy Brühla i Sächsisches Ständehaus w 1915 roku

Po wyburzeniu Pałacu Fürstenberga, Charonisches Hausu i Pałacu Brühla, w 1901 roku rozpoczęto budowę nowego gmachu Landtagu Saksonii. Pierwotne plany przewidywały zmniejszenie Tarasów Brühla i przesunięcie prowadzących do nich schodów na wschód, jednak zaniechano tego po protestach mieszkańców i apelu drezdeńskiego architekta oraz historyka sztuki, Corneliusa Gurlitta. Zamiast tego budynek wznoszono dalej w kierunku południowym, co spowodowało zwężenie ulicy Augustusstraße. 14 października 1907 roku ukończony gmach został uroczyście przekazany saskiemu parlamentowi; tego dnia odbyła się także pierwsza sesja parlamentu w nowej siedzibie.
21 lutego 1933 roku w budynku odbyła się ostatnia sesja Landtagu Saksonii przed wejściem w życie 31 marca tego roku ustawy rozwiązującej parlament. W lutym 1945 roku Sächsisches Ständehaus spłonął wskutek burzy ogniowej, wywołanej przez związane z II wojną światową bombardowanie. Jeszcze w tym samym roku Krajowy Urząd Ochrony Zabytków (Landesamt für Denkmalpflege) zajął w budynku kilka pokoi i zaczął małymi krokami porządkować jego zniszczone wnętrze. Po zakończeniu częściowej rekonstrukcji wnętrz w latach 50. XX wieku, w gmachu ulokowano Niemiecką Bibliotekę Fotograficzną (niem. Deutsche Fotothek) oraz kilka wydziałów Akademii Nauk NRD (niem. Akademie der Wissenschaften der DDR). Ponadto w 1957 roku Sächsisches Ständehaus stał się również siedzibą Muzeum Zoologii (niem. Museum für Tierkunde), zaś dwa lata później umieszczono w nim jeszcze Muzeum Mineralogii i Geologii (niem. Museum für Mineralogie und Geologie).
Ze względu na istniejące zastosowanie i potrzeby renowacyjne, mało realne było ponowne wykorzystanie gmachu na potrzeby parlamentu. Wątpliwe było również to, czy budynek spełni współczesne wymagania Landtagu. Z tych powodów uchylono możliwość zakwaterowania parlamentu w Sächsisches Ständehausie, niemniej jednak po wyborach w 1990 roku parlamentarzyści zebrali się w holu wejściowym budynku, aby symbolicznie odebrać swoją własność, zanim przenieśli się do tymczasowej siedziby Landtagu w Kościele Trzech Króli.
W 1993 roku zamontowano nowe miedziane pokrycie dachu, co stanowiło zakończenie renowacji zewnętrznych form Sächsisches Ständehausu. Rok później rząd Saksonii ustanowił gmach siedzibą Wyższego Sądu Krajowego (niem. Oberlandesgericht), zaś kilka reprezentacyjnych pomieszczeń przeznaczył na potrzeby przewodniczącego saskiego Landtagu, co miało być swoistą kontynuacją pierwotnej funkcji budynku. Po trwającej w latach 1996–2001 renowacji wnętrz, do gmachu wprowadził się zarówno Wyższy Sąd Krajowy, jak i Krajowy Urząd Ochrony Zabytków, który zajął jego poddasze. Na parterze budynku regularnie odbywają się wystawy sztuki.

## Architektura

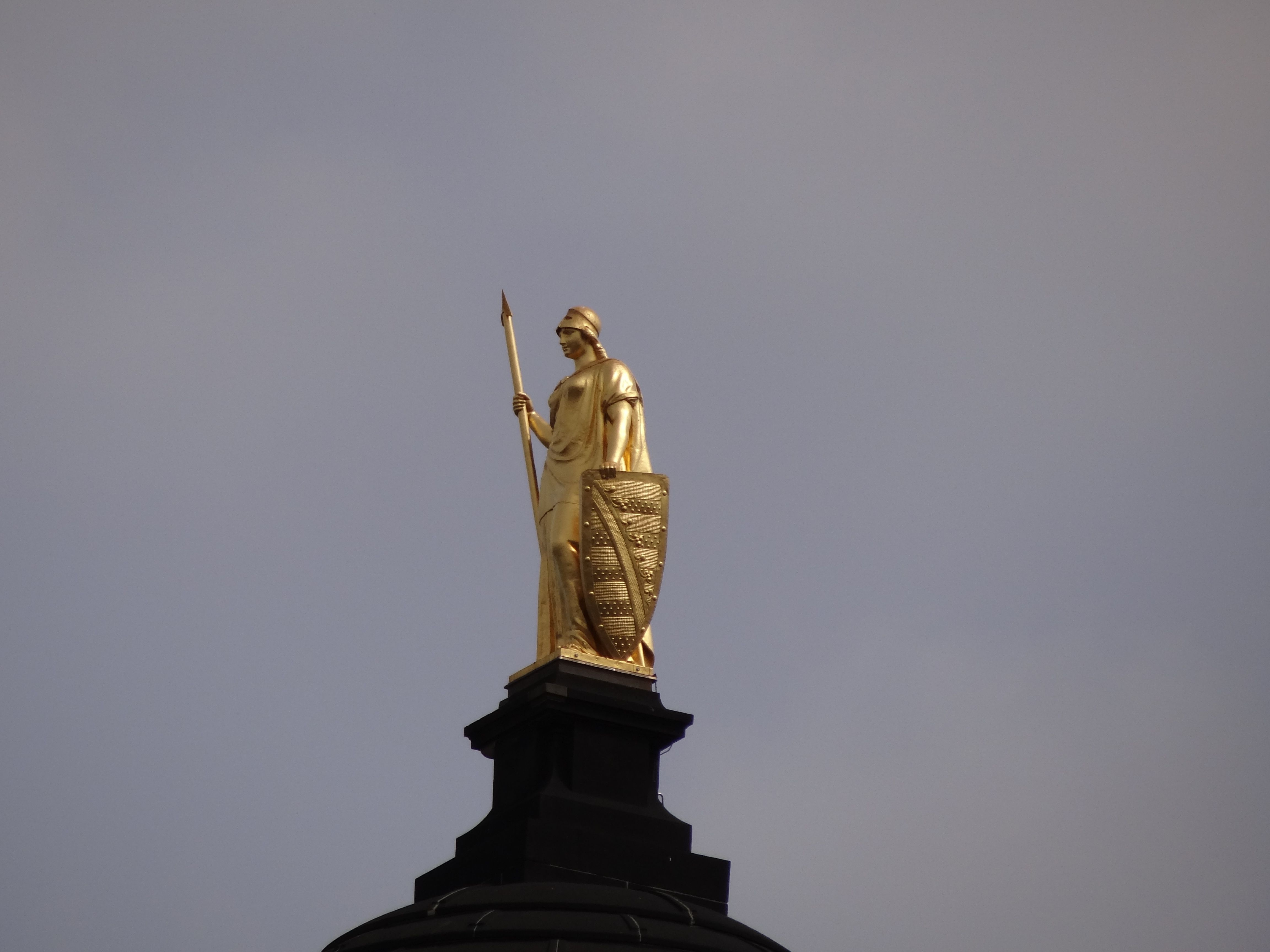
Pozłacany posąg Saxonii na szczycie wieży

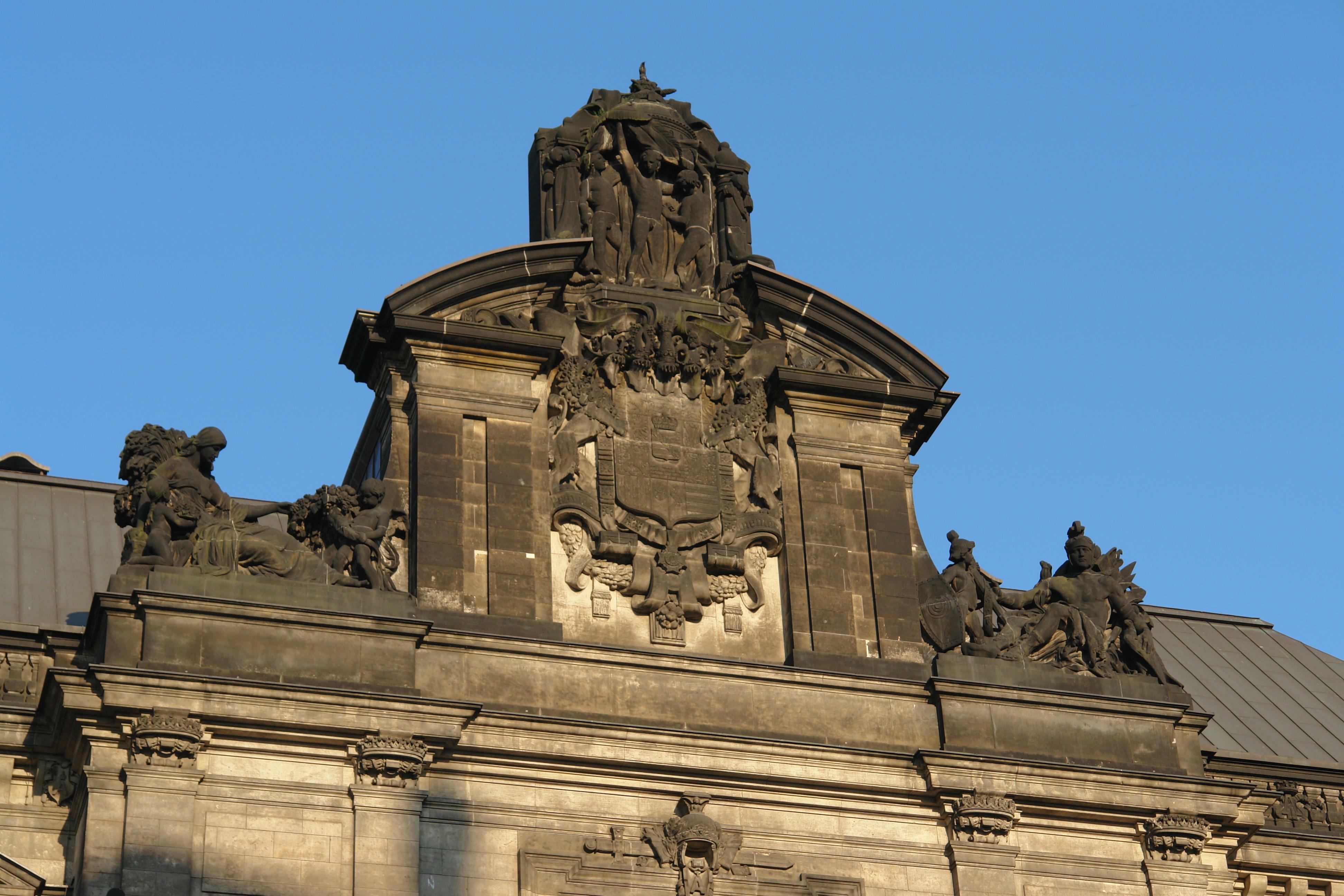
Zwieńczenie środkowego ryzalitu z fasady od strony Schlossplatz

Sächsisches Ständehaus jest monumentalnym budynkiem, zbudowanym na planie trapezu z cegieł licowanych piaskowcem. Jego zewnętrzne formy reprezentują typowe dla stylu Paula Wallota, zastosowane wcześniej przez niego w projekcie berlińskiego Gmachu Reichstagu połączenie neorenesansu i neobaroku. Na elewacjach budynku umieszczono zachowane z rozebranego Pałacu Brühla ornamenty: dekorację rzeźbiarską autorstwa Johanna Gottfrieda Knöfflera oraz dwie stworzone w 1750 roku przez Lorenzo Mattielliego rzeźby przedstawiające Florę i Meleagra.
Przy fasadzie gmachu od strony Tarasów Brühla, w bocznej jej części, znajduje się mająca 50 m wysokości wieża z narożnymi kolumnami, stanowiącymi pod kątem stylistyki zapożyczenie z drezdeńskich form barokowych stosowanych przy budowie wież. Na szczycie wieży znajduje się pozłacany posąg Saxonii, wykonany w 1905 roku przez Johannesa Schillinga. Umiejscowienie i rozmiary wieży zostały podyktowane staraniami Wallota o zachowanie proporcji pozostałych budynków, położonych przy Schlossplatz.
Fasada od strony Schlossplatz uchodzi za najbardziej okazałą, ponadto ma w swej stylistyce wiele odniesień do kraju, rodziny królewskiej i narodu. Jest ona dziewięcioosiowa z umieszczonym na środku, potężnym trzyosiowym ryzalitem. Ryzalit zwieńczony jest kompozycją rzeźbiarską, przedstawiającą trzech chłopców trzymających flagę Saksonii. Motyw z kompozycji symbolizuje przyszłość kraju. Poniżej znajduje się relief z herbem Wettynów, trzymanym przez dwa lwy, zaś po jego bokach umieszczone są alegoryczne grupy rzeźb, oznaczających rolnictwo (po lewej stronie) i obronność (po prawej stronie) – jest to podkreślenie mocnych stron Saksonii. Natomiast na poziomie drugiego piętra budynku, na którym odbywały się niegdyś obrady saskiego Landtagu, ryzalit ozdabiają cztery rzeźby uosabiające wartości właściwe dla dobrego rządu i parlamentu: mądrość, prawo, sprawiedliwość i niezłomność.

### Wnętrza

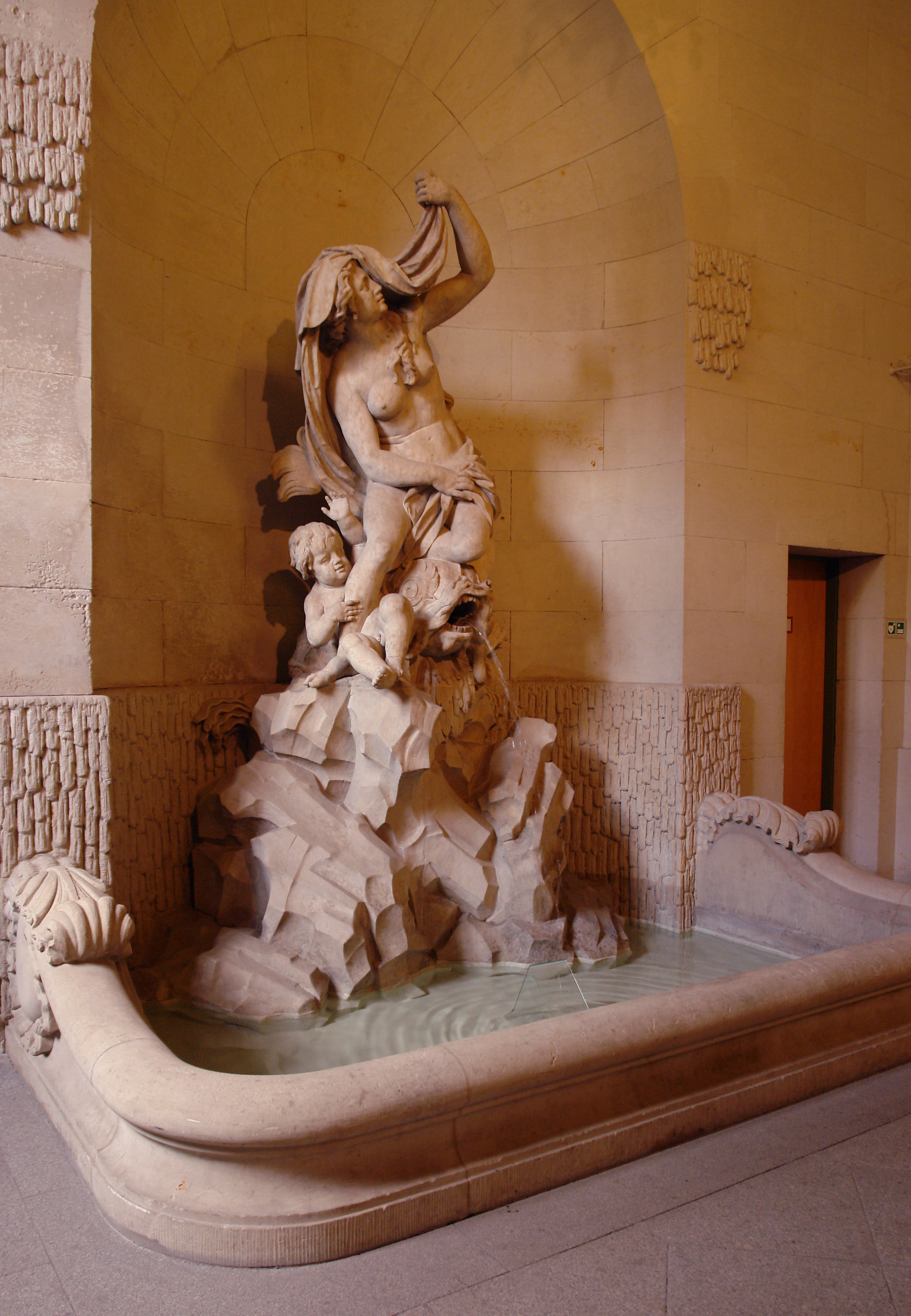
Jedna z fontann ściennych w westybulu budynku

Oryginalny wystrój wnętrz Sächsisches Ständehaus został opracowany przez Ottona Gussmanna, Wilhelma Kreisa i Richarda Riemerschmida. W niektórych fazach budowy gmachu przy dekoracjach jego pomieszczeń pracowało kilkunastu malarzy i tyle samo rzeźbiarzy. Większość z historycznych wnętrz zostało zniszczonych podczas pożaru w 1945 roku.
W westybulu budynku są ustawione dwie fontanny ścienne, pochodzące ze zburzonego Pałacu Brühla i będące dziełem Lorenzo Mattielliego, zaś w przedsionku wejściowym wieży znajdują się również pochodzące z Pałacu Brühla i wykonane przez Mattielliego dwie rzeźby uosabiające mądrość i czujność.
Głównym elementem współczesnych wewnętrznych form gmachu jest zespół siedmiu sal sądowych, zbudowanych na własnym fundamencie jako swoisty „budynek w budynku” na miejscu zniszczonej dużej sali plenarnej. Z kolei na miejscu małych sal parlamentarnych na drugim piętrze utworzono salę przyjęć wspólną dla wszystkich użytkowników budynku. Na ścianach sali znajdują się czerwone płyty ścienne, ozdobione figurami wykonanymi ze stali nierdzewnej przez Angelę Hampel i Gudrun Trendafilov. Dawna sala konferencyjna Landtagu została ozdobiona z wykorzystaniem techniki malarstwa szablonowego, zaś w foyer budynku został umieszczony witraż Prawo i Reguła autorstwa Marion Hempel.